# نانوکامپوزیت

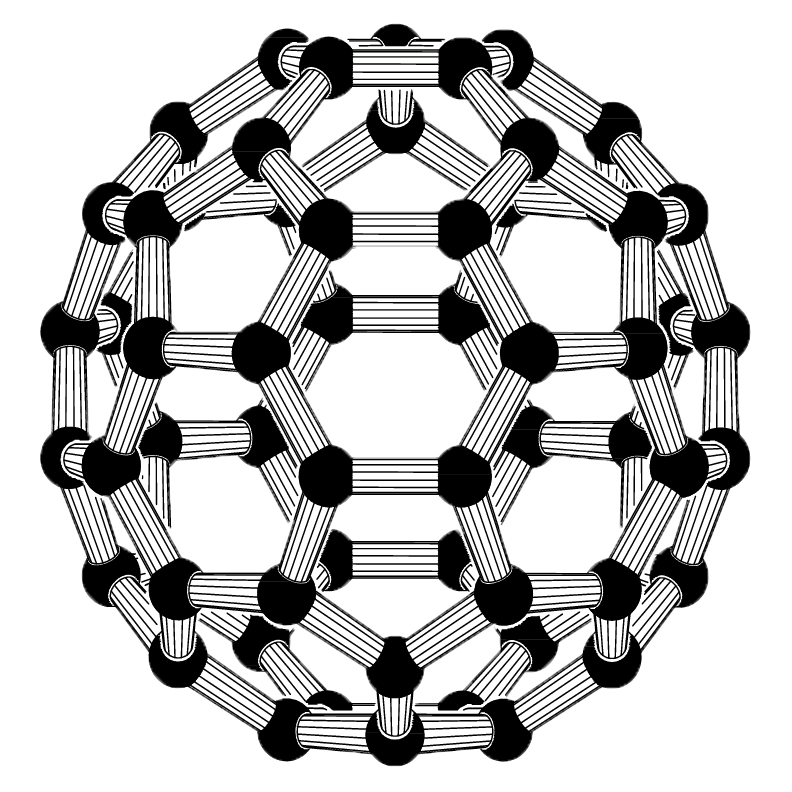
نانو کامپوزیت(با اغراق)

در صورتی که فاز پراکنده مورد استفاده در کامپوزیت نانو ذره باشد، مادهٔ ترکیبی، نانو کامپوزیت خواهد بود. 
انواع نانو کامپوزیت‌ها شامل: نانو کامپوزیت‌های پایه پلیمری، نانو کامپوزیت‌های پایه سرامیکی و نانو کامپوزیت‌های پایه فلزی می‌باشند.[۲] 
پژوهشگران دانشگاه میشیگان ایالات متحده قصد دارند نوع جدیدی از بتن تقویت شده با الیاف را با قابلیت خمش برای بازسازی پلی در میشیگان به کار گیرند. در برخی از نانو کامپوزیت‌های پلیمری از پلیمرهای زیست تخریب پذیر و زیست سازگار برای استفاده در مصارف پزشکی نیز استفاده می‌شود. این بتن جدید از نظر ظاهری مشابه بتن معمولی است ولی پژوهشگران ادعا می‌کنند که در برابر ترک ۵۰۰ برابر مقاوم تر و از نظر وزنی ۴۰ درصد سبک‌تر است.
کارایی این بتن تاحدی به دلیل وجود الیاف (حدود ۲ % حجمی مخلوط) است. ضمن این که مواد به کار رفته در خود بتن نیز به گونه‌ای طراحی شده‌است که بتن بیشترین انعطاف‌پذیری را داشته باشد. به گفته پروفسور ویکتور لی Victor Li که گروهش روی این کامپوزیت سیمانی مهندسی ECC کار می‌کنند «فن آوری کامپوزیت سیمانی پیش از این در پروژه‌هایی در ژاپن، کره، سوییس و استرالیا به کار گرفته شده ولی با وجود این که بتن‌های معمولی دارای مشکلات زیادی از جمله نداشتن دوام و تحمل، شکست تحت بارهای شدید و گرانی تعمیر و ترمیم هستند، این فن آوری با شرایط ایالات متحده تطابق نسبتاً کمی داشته‌است.» پروفسور لی عقیده دارد که این کامپوزیت بسیاری از این مشکلات را حل خواهد کرد. به گفته وی این بتن نرم با قابلیت خمش عمدتاً از همان اجزای بتن معمولی منهای ذرات درشت ساخته می‌شود. از نظر ظاهری نیز این ماده همانند بتن معمولی است ولی در کرنش‌های زیاد، به علت وجود شبکه‌ای از الیاف با پوشش ویژه، انعطاف‌پذیری حاصله، از تردی و شکست آن جلوگیری می‌کند.
بتن تقویت شده با الیاف ماده جدیدی نیست ولی به عقیده پروفسور لی این کامپوزیت سیمانی که سال‌ها روی آن کار شده‌است. نسبت به سایر بتن‌های تقویت شده با الیاف امروزی متفاوت است و برتری‌های فراوانی دارد. به گفته وی، نکته کلیدی این است که ECC یک کامپوزیت مهندسی است یعنی علاوه بر تقویت بتن با الیافی که به عنوان لیگامان عمل کرده و استحکام بتن را فراهم می‌کنند، دانشمندان اجزای خود بتن را هم طوری طراحی کرده‌اند که انعطاف‌پذیرتر باشند. به گفته ویکتور لی الیاف مورد استفاده، پلیمری از جنس» پلی وینیل کلراید «هستند. این الیاف دارای پوشش سطحی با ضخامت نانومتری برای تنظیم اتصال فصل مشترک بین الیاف و زمینه سیمانی است که به‌طور ویژه برای ECC طراحی شده‌است. تابستان امسال گروه حمل و نقل دانشگاه میشیگان، از ECC برای تعمیر بخشی از یک پل استفاده خواهد کرد. تختال ECC جایگزین اتصال انبساطی شده و به تختال‌های بتنی مجاور متصل می‌شود تا یک سطح پیوسته به دست آید. اتصال انبساطی بخشی از پل با دندانه‌های فولادی درهم قفل شونده است که اجازه می‌دهد سطح بتنی پل در اثر تغییرات حرارتی حرکت کند. مشکل اصلی هنگامی رخ می‌دهد که این اتصالات گیر کنند. دانشمندان انتظار دارند با استفاده از ECC صرفه جویی‌های قابل توجهی به دست آید. لی می‌گوید در حال حاضر تأمین کنندگان ایالتی آموزش می‌بینند تا بتوانند بتن ECC را تولید کنند . انتظار می‌رود ECC بعضی از مشکلات دوام سطح پل‌ها همانند ترک‌های زودرس را حل کند .
پژوهشگران امیدوارند ECC به خوبی کارکند و با تولید انبوه، قیمت آن نیز کاهش یابد به گفته پروفسور لی بررسی کارایی درازمدت ECC از اکتبر ۲۰۰۲ با ترمیم بخشی از پل کرتیس رد Curtisroad شروع شده‌است.
وصله ترمیمی به کارگرفته شده که سه زمستان، چرخه‌های یخ زدن و آب شدن را تجربه کرده‌است، از وصله‌های بتنی معمولی که یک روز جلوتر در مجاورت ECC به کار گرفته شده‌اند ، کنترل ترک بهتری داشته‌است. درنظر است تا در پیاده‌رو و مسیر دوچرخه سواری ساحل دریاچه مونونا Monona نیز از ECC استفاده شود. به گفته لی دانشمندان حس گرهایی را در مسیر ECC قرار خواهند داد تا کارایی این ماده را تحت بارهای محیطی ثبت و کنترل کنند. پل جدید میهارا Mihara در هوکایدوی ژاپن دارای سطحی نازک (۵ سانتی‌متر) از جنس ECC است. این پل ۴۰ درصد سبک‌تر از پل بتنی معمولی است و انتظار می‌رود عمر کاری آن حدود ۱۰۰ سال باشد.
در پاسخ به این سؤال که آیا این ماده در اروپا نیز به کار گرفته خواهد شد؟ پروفسور لی بیان می‌کند که «OEDC در حال بررسی ECC برای روکش کردن پیاده‌روها در اروپاست. ما با یک گروه دانمارکی DTU نیز برای ساخت کف پل‌های کامپوزیتی در حال همکاری هستیم. یک گروه سوئیسی نیز ECC را در ترمیم آستر تونل به کار گرفته‌است .» لی اضافه می‌کند که ECC می‌تواند در پل‌ها، ساختمان‌ها، ترمیم‌های سازه‌ای، ساخت عناصر معماری، خطوط لوله، پیاده‌روها و غیره به کار گرفته شود. اگرچه هنوز بررسی‌های دراز مدت لازم است تا کارایی این ماده به‌طور کامل مشخص شود، ولی مطالعات مقایسه‌ای انجام شده به وسیله پژوهشگران نشان می‌دهد که کار روی کف یک پل ECC پس از ۶۰ سال، ۳۷ درصد ارزان‌تر است، ۴۰ درصد انرژی کم تری مصرف می‌کند و ۳۹ درصد دی‌اکسید کربن کم تری تولید می‌کند. یافته‌های این مطالعه بر این فرض بنا شده‌اند که ECC دوبرابر بتن معمولی عمر می‌کند. فرضی که باید از طریق مطالعهٔ بیشتر تأیید شود.
کامپوزیت‌های سبک‌وزن و تجهیزات الکترونیکی کوچک‌تر و سبک‌تر در ماهواره‌های فضایی، هدف پژوهشگران در تولید نانو کامپوزیت‌ها در آینده است. [۲]

## نانوکامپوزیت تحول بزرگ در مقیاس کوچک
مواد و توسعه آن‌ها از پایه‌های تمدن به‌شمار می‌روند. به‌طوری‌که دوره‌های تاریخی را با مواد نام‌گذاری کرده‌اند: عصر سنگ، عصر برنز، عصر آهن، عصر فولاد، عصر سیلیکون و عصر کربن. ما اکنون در عصر کربن به سر می‌بریم. عصر جدید با شناخت یک مادة جدید به وجود نمی‌آید، بلکه با بهینه کردن و ترکیب چند ماده می‌توان پا در عصر نوین گذاشت. دنیای نانومواد، فرصتی استثنایی برای انقلاب در مواد کامپوزیتی است.
کامپوزیت‌ها به موادی گفته می‌شوند که از دو یا چند جزء تشکیل شده‌است به‌طوری‌که این اجزا در مقیاس ماکروسکوپی با هم خصوصیتی را ایجاد کنند که به تنهایی در هیچ‌یک از ان اجزا موجود نباشد. درصورتی که حداقل ابعاد یکی اجزا تشکیل دهنه نمود ده در مقیاس نانومتری قرار گیرد به چنین ماده‌ای نانو کامپوزیت گفته می‌شود. مشابه مواد کامپوزیتی نانو کامپوزیت‌ها نیز بر حسب جنس زمینه به سه گروه نانو کامپوزیت‌های زمینه فلزی زمینه سرامیکی زمینه پلیمری دسته‌بندی می‌شوند.
از خصوصیات متنوع نانو کامپوزیت‌ها می‌توان به بالابودن نسبت سطح به حجم انعطاف‌پذیری بالا بدون کاهش استحکام و مقاومت در برابر خراشیدگی و همچنین خواص نوری مطلوب مانند شفافیت که به اندازه ذرات بستگی دارد اشاره نمود. از منظر ساختاری ذرات و الیاف معمولاً باعث ایجاد استحکام در بستر می‌شود و بستر پلیمری می‌تواند با چسبیدن به مواد معدنی نیروهای اعمال شده به کامپوزیت را به نحو یکنواختی به ماده تقویت‌کننده منتقل می‌کند. در این حالت خصوصیاتی چون سختی –شفافیت و تخلخل بستر کامپوزیت تغییر می‌کند. بستر پلیمری همچنین می‌تواند سطح تقویت‌کننده را از اسیب‌ها حفظ کند. طبیعت ودرجه این تعاملات نقشی محوری بر خصوصیات مختلف نانو کامپوزیت همچون حلالیت خواص نوری جنبه‌های الکتریکی مکانیکی و … دارد.

## نانوکامپوزیت‌های نانوذره‌ای
در این کامپوزیت‌ها از نانوذراتی همچون (خاک رس، فلزات، و…) به عنوان تقویت‌کننده استفاده می‌شود. برای مثال، در نانوکامپوزیت‌های پلیمری، از مقادیر کمّیِ (کمتر از ۱۰درصدِ وزنی) ذرات نانومتری استفاده می‌شود. این ذرات علاوه بر افزایش استحکام پلیمرها، وزن آن‌ها را نیز کاهش می‌دهند. مهم‌ترین کامپوزیت‌های نانوذره‌ای، سبک‌ترین آن‌ها هستند.

## نانوکامپوزیت‌های نانولوله‌ای کربنی
اتصال پلیمرها به نانولوله باعث افزایش حلالیت نانو لوله‌ها و در نتیجه گسترش کاربرد آن‌ها می‌شود علاوه بر ان خواص فیزیکی پلیمر ازقبیل استحکام مکانیکی و پایداری حرارتی ان با اتصال به نانو لوله بهبود می‌یابد و در نتیجه می‌توان با این روش نانو کامپوزیت‌هایی با ویژگی‌های قابل کنترل و مناسب کاربرد خاص ان تولید نمود.

## کامپوزیت‌های دارای ذرات ریز
این نوع کامپوزیت‌ها ذراتی از عنصر یا ترکیبی غیر از عنصر یا ترکیب فاز زمینه‌اند. ذرات فاز تقویت‌کننده می‌تواند به صورت نامنظم و غیر یکنواخت در مرزدانه‌ها یا تقریباً یکنواخت در تمامی زمینه یا جهت دار پراکنده و توزیع می‌شود. بدین صورت توزیع ذرات ماده تقویت‌کننده در ماده زمینه می‌تواند به گونه‌ای باشد که خواص ایجاد شده به صورت همسانگرد ویا ناهمسانگرد باشد توزیع غیر یکنواخت و جهت دار ماده تقویت‌کننده در کامپوزیت‌ها اهمیت صنعتی ویژه‌ای دارد.

## کامپوزیت‌های تقویت شد با الیاف (فایبرها)
اغلب کامپوزیت‌های تقویت شده با الیاف استحکام  مقاومت به خستگی سفتی و استحکام ویژه با درآمیختن تایتف قوی تر سفت اما ترد به زمینه نرم و انعطاف‌پذیر.

## کامپوزیت‌های لایه ای
کامپوزیت‌های لایه‌ای از لایه‌های با مواد مختلف ساخته می‌شوند. کامپوزیت‌های لایه‌ای برای بهبود استحکام مقاومت سایشی مقاومت در مقابل خوردگی و کاهش وزن طراحی می‌شوند . کامپوزیت‌های لایه‌ای از احاظ خواص مکانیکی و فیزیکی بسیار نا همسانگردند.
اما بسیاری از خواص مهم مانند خوردگی و مقاومت سایشی عمدتاً فقط به خواص یکی از اجزای کامپوزیت بستگی دارد به‌طوری‌که نمی‌توان از روابط فوق برای آن‌ها استفاده کرد.